# Floridski prolaz
Floridski prolaz (eng. Strait of Florida) je morski tjesnac između Floride, odnosno njegovog otočja Florida Keys, otoka Kube i Bahamskih otoka. Spaja Meksički zaljev s otvorenim Atlantskim oceanom. Prolazom protječe Golfska struja, koja se u tom početnom dijelu zove Floridska struja. Širok je 180 kilometara s najvećom dubinom od 1800 metara.